# Doina Weber
Doina Weber (* 22. August 1956 in Stuttgart) ist eine deutsche Theater- und Filmschauspielerin.

## Biografie und Ausbildung
Doina Weber wurde 1956 in Stuttgart als Tochter der Kunsthistorikerin Gertrud Henel-Weber und des Bildhauers Jürgen Weber geboren. Die Jahre 1959 und 1960 verbrachte sie mit der Familie  anlässlich eines „Villa Massimo“-Stipendiums des Vaters in Rom. Vor dem Abitur 1976 am Gymnasium Neue Oberschule in Braunschweig wirkte sie an zahlreichen Schultheateraufführungen mit. Es folgte von 1976 bis 1978 ein Schauspielstudium am Max-Reinhardt-Seminar in Wien u. a. bei Erni Mangold, später die Masterclass bei Jurij Alschitz (G.I.T.I.S Moskau/„Akt-Zent“ Berlin).
1989 wurde ihre Tochter geboren.

## Engagements
Zahlreiche Engagements führten Doina Weber seit Beginn ihrer Karriere unter anderem an die Freie Volksbühne Berlin, ans Staatstheater Stuttgart, Schauspiel Essen, Schauspiel Dortmund, Ernst-Deutsch-Theater Hamburg. Sie war bei den Wiener Festwochen, dem Movimentos-Festival, dem Berliner Theatertreffen, den Bregenzer Festspielen, den Sommerspielen Melk, Perchtoldsdorf, Reichenau und den Ruhrfestspielen Recklinghausen zu sehen.
Seit 1999 lebt Doina Weber überwiegend in Wien und gastiert an unterschiedlichen Häusern wie dem Theater in der Josefstadt, am Volkstheater, sowie dem Schauspielhaus Wien und Graz und am Nestroyhoftheater Hamakom.
Doina Weber arbeitete in Deutschland, Österreich, Italien und Luxemburg mit namhaften Regisseuren zusammen wie Peter Zadek, Hans Neuenfels, Hansgünther Heyme, Anna Maria Krassnigg, Peter Palitzsch, Claude Stratz, Hans-Ulrich Becker, Frederic Lion, Kazimierz Kutz, Wolf-Dietrich Sprenger und Christof Nel.

## Film und Fernsehen
Neben der Bühnentätigkeit war Doina Weber in diversen Kino- und TV-Rollen zu sehen. Regie führten unter anderem Michael Kehlmann, Jürgen Kaizik, Thomas Nikel, Walter Bannert, Michael Lähn, Ruth Olshan, Karsten Wichniarz, Houchang Allahyari.

## Lehrtätigkeit
Doina Weber unterrichtete als Gastprofessorin und Lehrbeauftragte an staatlichen Schauspielschulen (Hochschule für Musik u. Darstellende Kunst Rostock, Kunstuniversität Graz, Max-Reinhardt-Seminar Wien). Seit 2011 arbeitet sie außerdem auch als Präsenz-Coach für Führungskräfte aus Wirtschaft und Medizin und ist Dozentin im Präsenzmodul einer ECA-lizenzierten Weiterbildung für Coaches.

## Filmografie
- 2023: Wolfswinkel
- 2021: Lockdown Love
- 2019: Spuren
- 2015–16: Die Villa
- 2015: La  Pasada
- 2015: Vorsicht vor Leuten
- 2013: Der letzte Tanz
- 2009–11: Isi
- 2009: Masken.Masken.
- 2009: Und bitte!
- 2009: Annas zweite Chance
- 2007: Das Andere
- 2007: Nachtwache „Hotelshorts“
- 2006: Die Kamera
- 2005:  SOKO Donau
- 2004: Die eingebildete Kranke
- 2003: Rosi oder: Das Feuer
- 2003: Medicopter 117 – Jedes Leben zählt
- 2002: Drei mit Herz
- 2000: Wenn Gott hustet
- 1999: Großstadtrevier
- 1999: Zwischen den Zeilen
- 1998: Die Männer vom K3
- 1997: Der Strand von Trouville
- 1997: Verbotene Liebe
- 1996: Parkhotel Stern
- 1995: Die Drei
- 1995: Lichterspiele
- 1995: SOKO 5113
- 1994: Stadtklinik
- 1994: Ein Bayer auf Rügen
- 1992: Rotlicht
- 1991: Schweigende Welt
- 1990: Lebewohl Fremde
- 1988: Praxis Bülowbogen
- 1986: Durch dick und dünn
- 1981: Aufbruch zu neuen Ufern
- 1981: Die Laurents
- 1981: Steckbriefe („Freiwild“)
- 1981: Quartett bei Claudia
- 1978: Zwielicht